# Whiteash
Whiteash és una població dels Estats Units a l'estat d'Illinois. Segons el cens del 2000 tenia 268 habitants.

## Demografia
Segons el cens del 2000, Whiteash tenia 268 habitants, 114 habitatges, i 80 famílies. La densitat de població era de 118,9 habitants/km².
Dels 114 habitatges en un 31,6% hi vivien nens de menys de 18 anys, en un 53,5% hi vivien parelles casades, en un 12,3% dones solteres, i en un 29,8% no eren unitats familiars. En el 27,2% dels habitatges hi vivien persones soles el 14,9% de les quals corresponia a persones de 65 anys o més que vivien soles. El nombre mitjà de persones vivint en cada habitatge era de 2,35 i el nombre mitjà de persones que vivien en cada família era de 2,83.
Per edats la població es repartia de la següent manera: un 23,1% tenia menys de 18 anys, un 8,2% entre 18 i 24, un 29,5% entre 25 i 44, un 23,9% de 45 a 60 i un 15,3% 65 anys o més.
L'edat mediana era de 39 anys. Per cada 100 dones de 18 o més anys hi havia 90,7 homes.
La renda mediana per habitatge era de 24.167 $ i la renda mediana per família de 28.000 $. Els homes tenien una renda mediana de 25.972 $ mentre que les dones 15.938 $. La renda per capita de la població era d'11.780 $. Aproximadament el 22,1% de les famílies i el 23,3% de la població estaven per davall del llindar de pobresa.

## Poblacions properes
El següent diagrama mostra les poblacions més properes.